# Єнбекші (Шиєлійський район)
Єнбекші́ (каз. Еңбекші) — село у складі Шиєлійського району Кизилординської області Казахстану. Адміністративний центр Єнбекшинського сільського округу.
Населення — 1606 осіб (2021; 1532 у 2009, 1401 у 1999, 1208 у 1989).